# ويليام تودور
ويليام تودور (بالإنجليزية: William Tudor)‏ هو محامي وسياسي أمريكي، ولد في 28 مارس 1750، وتوفي في 8 يوليو 1819. انتخب Judge Advocate General of the United States Army ‏ وانتخب عضو مجلس نواب ماساتشوستس وانتخب Secretary of the Commonwealth of Massachusetts ‏.